# Olivhuvad vävare
Olivhuvad vävare (Ploceus olivaceiceps) är en fågel i familjen vävare inom ordningen tättingar.

## Utbredning och systematik
Fågeln lever i bergen i södra Tanzania, Zambia, Malawi och Moçambique. Den behandlas som monotypisk, det vill säga att den inte delas in i några underarter.

## Status
IUCN kategoriserar arten som nära hotad.